# Karl-Heinz Mühe
Karl-Heinz Mühe (* 13. Januar 1949 in Schöppenstedt) ist ein deutscher Politiker (SPD). Er war von 1986 bis 2003 Abgeordneter im Landtag von Niedersachsen und von 1991 bis 2020 Bürgermeister der Kleinstadt Schöppenstedt.

## Leben
Mühe besuchte die Volksschule und absolvierte anschließend eine Maschinenschlosserlehre bei der Deutschen Bundesbahn. Er arbeitete danach beim Bundesgrenzschutz und erlangte die Mittlere Reife und das Abitur über den zweiten Bildungsweg. Er machte danach ein Lehrerstudium an der Pädagogischen Hochschule in Braunschweig und arbeitete dann von 1979 bis zur Wahl in den Landtag 1986 als Lehrer an der Grundschule in Salzgitter-Watenstedt.

## Politik
Bereits als er zehn Jahre alt war, begann Mühe, aktiv bei den Falken mitzuarbeiten. Im Jahr 1967 trat er der SPD bei und war zeitweise Mitglied im Vorstand des SPD-Ortsvereins Schöppenstedt und Vorsitzender des SPD-Unterbezirks Wolfenbüttel. Von 1972 bis 2021 war er Ratsherr, seit 1991 auch Bürgermeister seiner Heimatstadt. Von 1981 bis 1986 war er Kreistagsabgeordneter des Landkreises Wolfenbüttel. In der 11. Wahlperiode wurde Mühe 1986 in den Niedersächsischen Landtag gewählt, dem er bis zum Ende der 14. Periode 2003 angehörte.

## Ehrungen
- 2013: Verdienstkreuz am Bande der Bundesrepublik Deutschland